# Клавдія Прокула
Дружина Понтія Пілата — неназвана дружина Понтія Пілата, яка з'являється лише один раз в Євангелії від Матвія, де вона заступається за Ісуса перед Пілатом. Невідомо, чи був Пілат насправді одружений, хоча цілком імовірно. У пізнішій традиції вона стає відомою як Прокула (лат. Procula) або Прокла (дав.-гр. Πρόκλα) і грає роль у різних новозавітних апокрифах. Пізніше вона отримує ім’я Клавдія Прокула в західній традиції, а також інші імена та варіанти цих імен. Її шанують як святу Східна Православна Церква, Коптська Церква та Ефіопська Церква. Її образ часто використовувався в літературі та кіно.

## Ім'я
Дружина Пілата залишилася безіменною в її єдиній ранній згадці, Євангелії від Матвія. Вона — одна з кількох жінок, які в Біблії визначені лише їхніми стосунками з чоловіком.
Когномен Прокула (латиною) або Прокла (грецькою) для дружини Пілата вперше зустрічається в Євангелії від Никодима (V ст.) та літописі Іванна Малали (VI ст.). Це ім'я відносно стабільне для неї як у східному, так і в західному християнстві. Ернст фон Добшютц припустив, що антропонім, можливо, походив від консульства Фасті в 37 році нашої ери, де в цьому році зафіксовано смерть Гнея Ацерронія Прокула, співконсула Гая Петронія Понтія Нігріна, таким чином забезпечуючи разом імена Прокул і Понтій. Генріх Паулюс, серед інших, припустив, що назва виникла через помилку транскрипції в латинському тексті, який брав латинське слово procul (далеко) бути ім'ям Прокула. Інші вважають, що це може точно відображати пізнання дружини Пілата.
Роланд Кані стверджує, що найранішою збереженою згадкою про неї як Клавдію Прокулу є Псевдо-хроніка, підробка, вперше опублікована в 1619 році. Однак Тібор Грюлл і Джилл Керінгтон Сміт стверджують, що це ім’я вперше з’являється у творах святого Ієроніма (347-430).{»{Sfn|Smith|1984|с=102}} Ян Боксолл пише, що ім'ям, ймовірно, стало Клаудія Прокула з Псевдо-Декстером, «незважаючи на регулярні заяви про протилежне». Клавдія Прокула не було рідкісним ім'ям в давнину: були виявлені могили кількох жінок на ім'я Клавдія Прокула з Бейруту (Сирія), Кирени (Лівія) і Патара (сучасна Туреччина), і це також можливо ім'я доньки якогось Клавдія Прокула, названу в листі імператора Адріана.
Сирійський теолог XII століття Діонісій Бар-Салібі називає її Лонгіна. У середньовічній драмі дружині Пілата часто дають такі імена, як Лівія або Пілатесса, а інші варіанти зустрічаються в пізніших творах.

## Історико-біблійні витоки

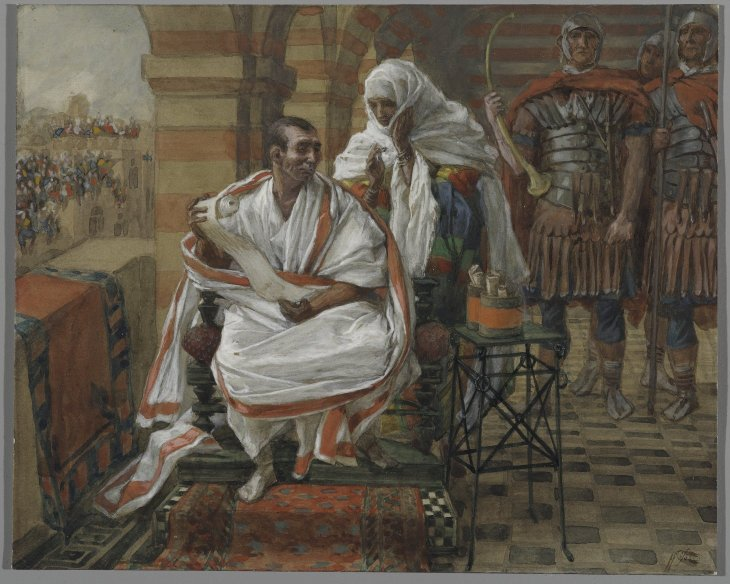
Послання дружини Пілата (1886–1894) Джеймса Тіссо (Бруклінський музей)

Ймовірно, що Понтій Пілат був одружений. Можливо, його дружина супроводжувала його на посту префекта Юдеї (26–36/37 рр. н. е.); в той час як префектам було заборонено привозити своїх дружин на посади під час Республіки та Августа, згодом цей закон був скасований Сенатом. Жан-П’єр Лемонон каже, що це, швидше за все, відбулося під час правління Тіберія, тоді як Александр Демандт називає 20 рік нашої ери як рік, коли це правило було скасовано. Однак єдина рання згадка про дружину Пілата — це одне речення в Євангелії від Матвія:
Коли Пілат засідав у суді, його дружина прислала слугу переказати йому: «Ти не повинен нічого робити Цьому невинному, бо я бачила про Нього сон цієї ночі і була засмучена весь день». (Матвій 27:19)
Однак, на думку вчених Демандта, Гелен Бонд і Жана-П’єра Лемонона, ця згадка є скоріше легендарною, ніж історичною. Реймонд Е. Браун припустив, що епізод був змодельований відповідно до загальноприйнятого тропу, знайденого в роботах єврейського історика Йосипа Флавія, в якому благородна язичниця співчуває юдаїзму.
На початку XVI століття, виходячи з імені дружини Пілата в пізнішій традиції, Франсуа де Бівар припустив, що Клавдія, згадана Павлом у Другому Тимофію (2 Тимофія 4:21), могла бути дружиною Пілата. Проте Колум Хуріхейн відкидає цю можливість.

### Археологія
У 1920-х роках у Бейруті був виявлений свинцевий саркофаг, який містив два браслети з написом на грецькій мові Клавдія Прокула (ΚΛΑΥΔ/ΙΑ ΠΡΟ/ΚΛΑ і ΚΛΑΥΔ/ ΠΡΟΚΛΑ відповідно). Рене Мутерд датував знахідку ІІІ століттям, можливо, початком ІІІ століття, хоча він зазначив, що деякі елементи виглядали набагато архаїчнішими за стилем. Він припускає, що цілком можливо, що автор Євангелія від Никодима міг бути натхненний смертю цієї жінки назвати дружину Пілата на її честь, хоча він зазначає, що немає жодних доказів, які б пов’язували Євангеліє від Никодима з Бейрутом.
Насамперед на основі надгробних речей, знайдених разом із саркофагом, а також беручи до уваги архаїчні риси, зазначені Мутерде, Джилл Керінгтон Сміт перерахувала знахідку до останніх трьох чвертей І століття нашої ери. Сміт зазначає, що це період часу, коли цілком імовірно, що жінка могла бути дружиною Понтія Пілата, хоча вона зазначає, що немає жодних доказів того, що Пілат коли-небудь був у Бейруті, а ім'я Клавдія Прокула засвідчено в інших місцях. Вона робить висновок: «Якщо прийняти цю дату [останні три чверті І століття], не можна повністю виключити можливість того, що це була дружина Пілата, хоча й малоймовірна».

## Пізніша християнська традиція
Ставлення до Пілата та його дружини різне в різних регіонах. Загалом у східних церквах Пілата шанували, а в західних — зневажали. Дружина Пілата, як свята Прокла, шанується Орієнтальними православними церквами та Східною Православною Церквою. Орієнтальна православна церква шанує Прокулу 27 жовтня, тоді як Східна православна церква святкує її та її чоловіка як святих 25 червня. Найперші згадки про навернення Прокули в християнство датуються християнським апологетом другого століття Орігеном.
У Західній Церкві дружина Пілата ніколи не була канонізована, і її сон часто тлумачили як прихід від диявола, який хотів запобігти спасенню. Таке тлумачення можна знайти у таких постатей, як середньовічні теологи Рабанус Маурус, Беда і Бернард з Клерво, а також протестантський реформатор Мартін Лютер. Інші західні християни, такі як святий Августин, святий Ієронім і протестантський реформатор Джон Кальвін, стверджували божественне походження сну, але не вважали дружину Пілата святою.

### Апокриф Нового Завіту
Найважливішим текстом Прокла є Євангеліє від Никодима, яке також називається «Діяння Пілата», яке розширює згадку про неї в Матвія 27:19. У Євангелії від Никодима дружина Пілата надсилає гінця до Пілата, а не сама розповідає йому про свій сон, а євреї звинувачують Ісуса в тому, що він використав чаклунство, щоб надіслати сон. Під час розмови з євреями Пілат описує Прокулу як благочестиву і сповідувачку юдейської релігії. У деяких версіях тексту і Пілат, і Прокула зображені присутніми під час розп'яття і настільки засмучені смертю Ісуса, що не можуть ні їсти, ні пити.
Paradosis Pilati (5 ст.), грецький текст, який іноді додається до Євангелія від Никодима, надзвичайно високо поважає Пілата і Прокулу, написавши їх як мучеників. У ньому Тіберій наказує відрубати голову Пілату за злочин страти Ісуса. Пілат вказує, що Прокула вже служить християнському Богу; у божественному видінні Пілат запевняється, що він лише виконував свою роль у досягненні Божих пророцтв. Ангел підносить відрубану голову Пілата до неба; Прокула вмирає від радості, коли бачить, як ангел приймає її чоловіка, і їх ховають разом. В апокрифічних Діях Павла (бл. 160 р. н. е.), дружина Пілата охрещена апостолом Павлом і швидко демонструє ознаки святості.
У «Євангелії Гамаліліс», можливо, середньовічного походження, що зберігся арабською, коптською та ґеезською мовами (ефіопською), Пілата розпинають за те, що він християнин, а Прокула плаче біля підніжжя свого хреста; однак він дивом був врятований, і двоє охрестилися світлом з неба. Потім Пілата стратили шляхом обезголовлення, а Прокула, яка не була при відсіченні голови, виявляється, померла в той же день, що й її чоловік. Martyrium Pilati, можливо, середньовічного походження та збережений арабською, коптською та ґеезською мовами, починається з зображення благодійних дій теперішнього християнина Прокули. Текст закінчується тим, що дружина Пілата і Пілат, а також їх двоє дітей двічі були розіп’яті, один раз юдеями і один раз Тіберієм, за їхню віру.
У «Книзі півня», пізньоантичного апокрифічного Євангеліє страстей, яке збереглося лише в ґеезькому варіанті, але чітко перекладене з арабського джерела, Прокула (Abroqla) входить до двору Пілата зі своїми глухонімими дочками Дортою та Мекарою, коли Ісуса приводять до Пілата. Ісус зцілює дочок від їхньої глухоти та німості, і, розмовляючи з її сестрами та дружиною брата, Прокла просить Пілата звільнити Ісуса. Прокла та інші члени сім'ї Пілата заявляють, що готові померти за Ісуса. Вона пише листа єврейським лідерам, говорячи, що Ісус є сином Божим, але Ісус бере листа, і він змінюється, говорячи, що Прокула благословенна і буде винагороджена. Ця книга серед ефіопських християн має донині «квазіканонічний статус» й продовжує читатися поряд з канонічними євангеліями під час Страсного тижня.

### Пізніші легенди
Старосаксонська поема «Геліанд» початку IX століття, римована гармонізація євангелій, зображує сон дружини Пілата як вихідний від сатани, який боїться, що, якщо Христа розп’ять, у пеклі не буде грішників. Це зображення відповідало поширеному тлумаченню сну в західному християнстві, яке можна знайти в роботах Грабана Маура (бл. 780–856), Бернара Клервоського (1290–1153) та інших.
У старослов’янському перекладі єврейського історика Йосифа Флавія з багатьма легендарними доповненнями, Ісус зцілює помираючу дружину Пілата.
Згідно з пізнішою західною християнською легендою, під впливом її імені в Псевдо-Декстері, Клавдія Прокула була членом династії Юліїв-Клавдіїв, позашлюбною дочкою дочки Цезаря Августа Юлії Старшої. Юлія була одружена з Тіберієм, але він розлучився і вигнав її через її непомірний спосіб життя. Перебуваючи у вигнанні, Юлія народила Клавдію Прокулу, яку Тиберій узаконив після смерті Юлії.

## Християнське мистецтво та п’єси

### Візуальне мистецтво

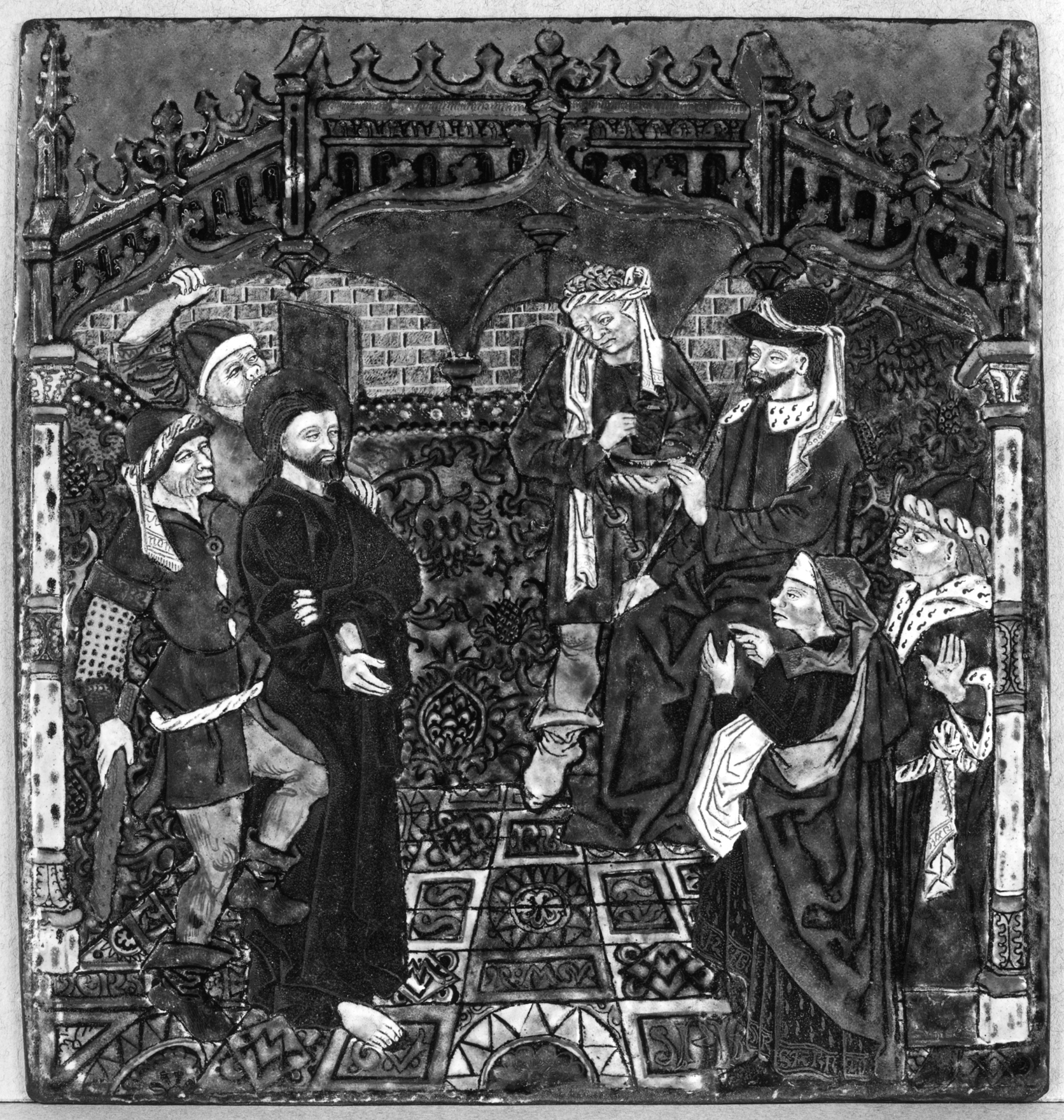
Христос перед Понтієм Пілатом, ліможська емаль кінця XV століття роботи Майстра Монверні (Музей мистецтв Уолтерса): «... Пілата [...] ліворуч від нього слугує, посланий дружиною Пілата, щоб попередити його»

Найдавніші зображення Прокули зустрічаються у вигляді безтілесних голів біля Пілата, на яких вона попереджає його про свій сон. Найдавніший збережений образ походить із Фульди в оттонський період і датується бл. 970–980. Найраніші повні зображення Прокули трапляються в ХІ столітті. Зазвичай вона стоїть позаду нього, іноді шепоче йому на вухо, в той час як інші уявлення версії Матвія про сцену при дворі Пілата можуть зображати посередника, який передає послання дружини Пілата її чоловікові. Хоча Прокула шанується як свята в східному християнстві, її зображень звідти дуже мало. Її часто зображують у німецькомовній Європі.

### П'єса
Дружина Пілата є головною героїнею 30-ї Йоркської таємничої п’єси (П’єса Тапітерів і Кучерів), де вона представляється як «Дама Прешів Перкула». Її мрія продиктована дияволом. Спочатку він говорить про те, що якщо Ісус помре, він, Диявол, втратить контроль над людськими душами. Потім він каже сплячій Перкулі, що Ісус невинний і що якщо його засудять, вона і Пілат втратять своє привілейоване становище. Вона прокидається і надсилає повідомлення Пілату, але Анна й Каяфа вдаються до того, щоб переконати його, що її сон був натхненний чаклунством Ісуса.

## Сучасне мистецтво

### Сучасна література

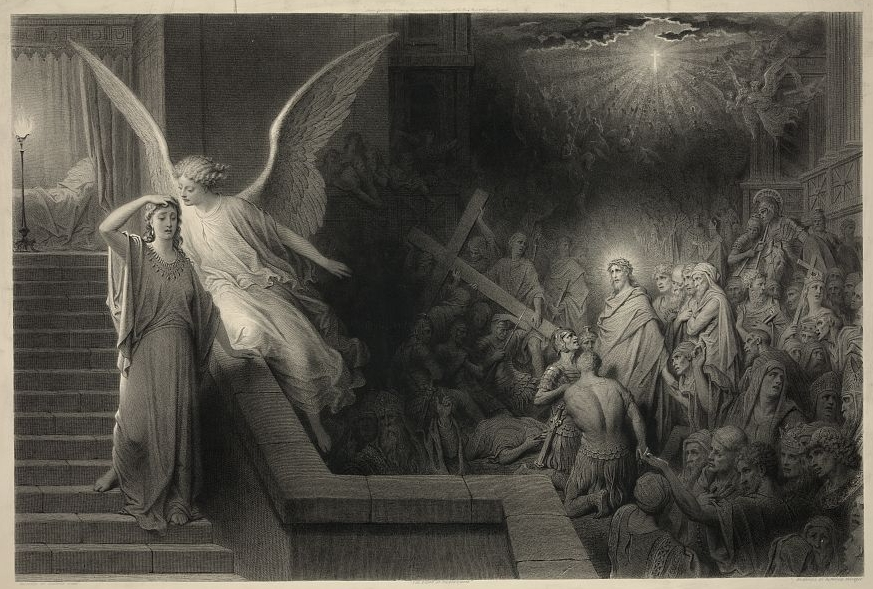
Сон дружини Пілата (близько 1879), гравюра Альфонса Франсуа за Гюставом Доре

Дружина Пілата з'явилася в низці віршів, романів і п'єс сучасності.
Том віршів Емілії Ланьєр Salve Deus Rex Judaeorum ( 1611) містить однойменну поему, в якій головною доповіддю виступає дружина Пілата. Вона посилається на гріхопадіння Адама і Єви і стверджує, що гріх Пілата у вбивстві Христа скасовує прокляття на Єву, оскільки Пілат згрішив, не послухавши свою дружину (на відміну від Адама, який згрішив, прислухаючись до голосу Єви).
У християнському епосі німецького поета Фрідріха Готліба Клопштока «Месія» (публікованому частинами з 1748 по 1773 рік) дружину Пілата (звану Порцією) відвідує Марія, мати Ісуса, щоб попередити свого чоловіка не грішити, страчивши Ісуса. Потім Порції сниться язичницький філософ Сократ, який також попереджає її не страчувати Ісуса.
Страшні страждання Господа нашого Ісуса Христа Згідно з роздумами Анни Катерини Еммеріх (1833), нібито транскрипція видінь, пережитих німецькою черницею Анною Катериною Еммеріх, але насправді створена німецьким поетом-романтиком Клеменсом Брентано, значно зросла популярність. поінформованість про дружину Пілата (називається Клавдія Прокле) на Заході. У тексті Клавдія Прокле зображена як головний персонаж, який має декілька мрій, а не одну. Найважливіше те, що Еммеріх бачить, як Клавдія Прокле посилає Діві Марії шматки полотна, щоб витерти кров від бичування Христа. Ще один відомий твір ХІХ століття про дружину Пілата — вірш Шарлотти Бронте «Сон дружини Пілата».
«Мабуть, найвідомішим» серед художньої літератури про дружину Пілата є роман Гертруди фон Ле Фор 1955 року «Die Frau des Pilatus». (Дружина Пілата). Ле Форт змальовує страждання у сні Клавдії Прокули, як уявляючи, як багато людей протягом століть моляться словам Нікейського символу віри: «Потерпав за Понтія Пілата, був розіп’ятий, помер і був похований». Коли Пілат і Прокула повертаються до Риму, вона починає таємно відвідувати християнські зібрання. Вона бере на себе провину Пілата за його страту Ісуса, і він також страчує її, у сцені, в якій вона хрестилася в крові та стала мученицею.
Прокула також з'являється в романі Антуанетти Мей «Клавдія - дочка Риму». Клавдія Прокула зображена як племінниця Августа, народжена з даром екстрасенса. Коли її сім'я була зганьблена та знищена під час судового процесу над Тіберієм, вона шукає розради в культі Ісіди (який має сильне схожість з християнством) і розривається між своєю слухняною любов'ю до свого чоловіка Пілата та пристрастю до красивого гладіатора.

### У кіно і на телебаченні
Найдавніше зображення дружини Пілата, Клавдії Прокули, є у французькому фільмі «Голгофа» (Жульєн Дювів'є, 1935), її грає Едвіж Фейєр.
На телебаченні дружину Пілата зіграла Джоан Леслі в епізоді Сімейного театру 1951 року «Пагорб номер один» (також з Джеймсом Діном у ролі Івана Апостола) і Джеральдіна Фіцджеральд в епізоді Студії 1 «Понтій Пілат» 1952 року (де Прокула зображена напівєврейкою, а через п’ятнадцять років після смерті Ісуса постала перед Пілатом як християнська бунтівниця). 
Кінематографічні зйомки персонажа включають фільм «День тріумфу» (1954, у виконанні Барбари Біллінгслі), фільм «Король королів» (1961, у виконанні Вівеки Ліндфорс — у якому персонаж ідентифікується як дочка імператора Тіберія), італійський фільм «Понціо Пілато» (1962, у виконанні Жанни Крейн) і епопея «Найвеличніша історія» (1965, зіграла Анжела Ленсбері). Також Марджорі Лорд виконала на сцені роль Клаудії Прокули у 1963 році.
Джон Кліз зіграв її у фільмі Монті Пайтона «Життя Брайана» (1979). Гоуп Ланге зіграла дружину Понтія Пілата в телевізійному фільмі 1980 року «День смерті Христа». Персонаж також зображена у фільмі «Дослідження» (1986), у якому її грає Філліс Логан, а також у рімейку цього фільму 2006 року, яку зіграла Анна Канакіс.
У «Страстях Христових» (2004) вона відома як Клаудія Проклес (і грає Клаудія Джеріні). У цьому фільмі Клавдії вдається переконати Пілата не виносити вирок, який особисто засуджує Ісуса, але не намагається лобіювати його, щоб прямо врятувати Ісуса, і втішає матір Ісуса Марію і Марію Магдалину, коли вона роздає їм рушники для прибирання крові від його бичування.
Дружину Пілата показано в телесеріалі 2008 року «Страсті», де її зіграла Естер Голл, і в міні-серіалі «Біблія» 2013 року, де її зобразила Луїза Деламер. Деламер повторила свою роль у фільмі «Син Божий» 2014 року. 
Джоан Воллі зобразила дружину Пілата в серіалі 2015 року AD Біблія продовжується.

## Цитовані праці
- Bond, Helen K. (1998). Pontius Pilate in History and Interpretation. Cambridge University Press. ISBN 0-521-63114-9.
- Boxall, Ian (2018). "From the Magi to Pilate's Wife:David Brown, Tradition and the Reception of Matthew's Text". In Allen, Garrick V.; Brewer, Christopher R.; Kinlaw, Dennis F., III (eds.). The Moving Text: Interdisciplinary Perspectives on David Brown and Bible. London: SCM Press. pp. 17–36. ISBN 9780334055266.
- Carter, Warren (2003). Pontius Pilate: Portraits of a Roman Governor. Collegeville, Mn.: Liturgical Press. ISBN 0-8146-5113-5.
- Cornagliotti, Anna (2013). "Da procul a Procula: Antroponimi dei vangeli eterodossi". In Bremer Bruno, Donatella; Da Camilli, Davide; Porcelli, Bruno (eds.). Nomina: Studi di onomastica in onore di Maria Giovanni Arcamone. Pisa: Edizioni ETS. pp. 183–193. ISBN 9788846736383.
- Crowley, Roger W. (1985). "The So-Called "Ethiopic Book of the Cock": Part of an Apocryphal Passion Gospel, "The Homily and Teaching of Our Fathers the * Holy Apostles"". The Journal of the Royal Asiatic Society of Great Britain and Ireland. 1 (1): 16–22. doi:10.1017/S0035869X00154905. JSTOR 25211766.
- Demandt, Alexander (1999). Hände in Unschuld: Pontius Pilatus in der Geschichte. Cologne, Weimar, Vienna: Böhlau. ISBN 3-412-01799-X.
- Demandt, Alexander (2012). Pontius Pilatus. Munich: C. H. Beck. ISBN 9783406633621.
- Ehrman, Bart; Pleše, Zlatko (2011). The Apocryphal Gospels: Texts and Translations. Oxford University Press, USA. ISBN 978-0-19-973210-4.
- Fascher, Erich (1951). Das Weib des Pilatus (Matthäus 27,19); Die Auferweckung der Heiligen (Matthäus 27,51-53): Zwei Studien zur Geschichte der Schriftauslegung. Halle (Saale): Max Niemeyer Verlag.
- Grüll, Tibor (2010). "The Legendary Fate of Pontius Pilate". Classica et Mediaevalia. 61: 151–176.
- Hourihane, Colum (2009). Pontius Pilate, Anti-Semitism, and the Passion in Medieval Art. Princeton and Oxford: Princeton University Press. ISBN 9780691139562.
- Hourihane, Colum (2008). "She Who Is Not Named: Pilate's Wife In Medieval Art". In Kogman-Appel, Katrin (ed.). Between Judaism and Christianity Art: Historical Essays in Honor of Elisheva (Elisabeth) Revel-Neher. Leiden: Brill. pp. 215–239. doi:10.1163/ej.9789004171060.i-490.61. ISBN 9789004171060.
- Izydorczyk, Zbigniew, ed. (1997). The Medieval Gospel of Nicodemus: texts, intertexts, and contexts in Western Europe. Tempe, AZ: Medieval & Renaissance Texts and Studies. ISBN 0-86698-198-5.
- Kany, Roland (1995). "Die Frau des Pilatus und ihr Name: Ein Kapitel aus der Geschichte neutestamentlicher Wissenschaft". Zeitschrift für neutestamentliche Wissenschaft und die Kunde des Urchristentums. 88 (2): 104–110.
- Lémonon, Jean-Pierre (2007). Ponce Pilate. Paris: Atelier. ISBN 9782708239180.
- MacAdam, Henry I. (2001). "Quid Est Veritas? Pontius Pilate in Fact, Fiction, Film, and Fantasy". Irish Biblical Studies. 23 (1): 66–99.
- MacAdam, Henry I. (2017). "Quod scripsi, scripsi: Pontius Pilatus Redivivus". The Polish Journal of Biblical Research. 17 (1–2): 129–140.
- Maier, Paul L. (1968). Pontius Pilate. Garden City, NY: Doubleday. ISBN 9780825497216.
- Martin, Howard (1973). "The Legend of Pontius Pilate". Amsterdamer Beiträge zur älteren Germanistik. 4 (1): 95–118. doi:10.1163/18756719-005-01-90000007.
- Mouterde, René (1929). "Sarcophages de plomb trouvés en Syrie". Syria. 10 (3): 238–251. doi:10.3406/syria.1929.3389. JSTOR 195509.
- Ollivier, Marie-Joseph (1896). "Ponce Pilate et les Pontii". Revue Biblique. 5 (2 and 4): 247–254, 594–600. JSTOR 44100212.
- Piovanelli, Pierluigi (2003). "Exploring the Ethiopic "Book of the Cock", An Apocryphal Passion Gospel from Late Antiquity". The Harvard Theological Review. 96 (4): 427–454. doi:10.1017/S0017816003000518. JSTOR 4151866. S2CID 162634709.
- Smith, Jill Carington (1984). "Pilate's Wife". Antichthon. 18: 102–107. doi:10.1017/S0066477400003166. S2CID 148186487.
- Sticca, Sandro (1970). The Latin Passion Play: Its Origins and Development. SUNY Press. ISBN 0873950453
- Wroe, Ann (1999). Pontius Pilate. New York: Random House. ISBN 0-375-50305-6.